# Microsoft Messenger for Mac
Microsoft Messenger for Mac (ранее известна под именем MSN Messenger for Mac) — является официальным Mac OS X клиентом мгновенного обмена сообщениями с закрытым исходным кодом для использования с Microsoft. NET Messenger Service, разработанный подразделением Microsoft «Macintosh Business Unit».
Тем не менее, список функциональных возможностей ограничен по сравнению с его коллегой Windows Live Messenger. Клиент всё ещё поддерживается и обновляется и в наши дни, но в нём до сих пор нет ряда функций, которые имеет его коллега для среды Windows.
Ко всему прочему, существуют аналогичные продукты сторонних разработчиков, которые имеют поддержку .NET Messenger Service, таких как Adium или aMSN, а также включают некоторые функции отсутствующие в официальном клиенте Mac OS X.